# Poste restante
Poste restante, usluga je zadržavanja poštanskih pošiljaka u poštanskom uredu.
Usluga se koristi u situacijama kada korisnik svoju pošiljku želi preuzeti u poštanskom uredu, zaobilazeći dostavu na kućnu adresu primatelja.

## Prema zemljama
Hrvatska
U Hrvatskoj se opcija POSTE RESTANTE dopisuje umjesto adrese, ispod punog imena primatelja koje je prikazano na identifikacijskom dokumentu. Potrebno je koristiti točan broj poštanskog ureda u kojem se želi osobno preuzeti pošiljka.
Ime i Prezime
POSTE RESTANTE
12345 Grad
Usluga nije dostupa u svim poštanskim uredima u Hrvatskoj, već isključivo u onim većim. Ako poštanski ured ima tu mogućnost, pošiljka će se za primatelja zadržavati do 30 dana.
Korištenjem te usluge, plaća se naknada od 2,50 kn po pošiljci.

## Vanjske poveznice
- Službena mrežna stranica Hrvatske Pošta